# Opció sobre futurs
Una Opció sobre futurs (en anglès: Futures option) és una opció emesa sobre un futur. Les opcions sobre futurs són tant sobre futurs de commodities -blat, sucre, cafè, etc- com sobre futurs financers -Yen, S&P 500, etc-. La raó fonamental de les opcions sobre futurs, per sobre de les opcions directament sobre el subjacent del futur, rau en el cost d'entrega -delivery convenience-; un contracte de futurs sobre 1.000 barrils de petroli és molt més fàcil d'entregar que els 1.000 barrils de petroli pròpiament. Com sempre, una opció call és el dret de comprar el subjacent -en aquest cas el contracte de futurs-, mentre que l'opció put és el dret de vendre els subjacent. En ambdós casos el preu strike és el preu del contracte de futurs en un moment determinat, mentre que l'spot price serà el preu de cotització del futur. Si l'opció sobre futurs és exercida, normalment el contracte de futurs és tancat immediatament, de manera que normalment les opcions sobre futurs són establertes per diferències -en cash settlement-, de manera que els petits especuladors poden accedir a opcions sobre subjacents a través dels futurs. L'acoblament entre els futurs, i les opcions sobre futurs, facilita les estratègies de cobertura -hedging-, arbitratge i especulació, fent als mercats més eficients. El preu de les opcions sobre futurs es determinen similarment a la resta d'opcions utilitzant una extensió de la fórmula Black-Scholes anomenada Black's formula for futures desenvolupada per Fischer Black el 1976.